# William Alfred Passavant

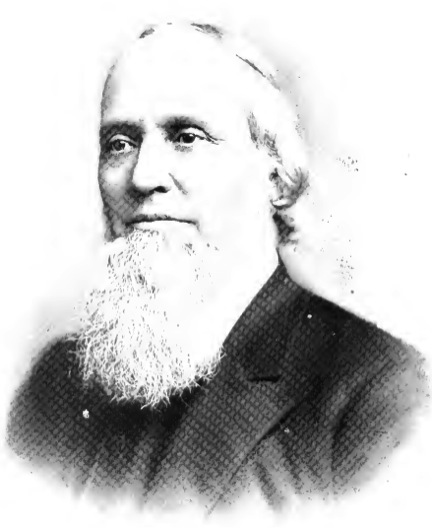
William Alfred Passavant

William Alfred Passavant (* 9. Oktober 1821 in Zelienople, Butler County, Pennsylvania; † 3. Juni 1894 ebenda) war ein US-amerikanischer lutherischer Geistlicher, der dafür bekannt wurde, dass er die Diakoniebewegung in die Vereinigten Staaten brachte. Der Heiligenkalender der Evangelisch-Lutherischen Kirche in Amerika erinnert am 24. November neben Justus Falckner und Jehu Jones an ihn. Die Episkopalkirche der Vereinigten Staaten von Amerika hat einen Festtag für ihn am 3. Januar eingerichtet.

## Leben

### Frühe Jahre
William Alfred Passavant wurde im Oktober 1821 in Zelienople (Pennsylvania) als jüngster Sohn von Philipp Ludwig Passavant und Fredericka Wilhelmina Basse (mit dem Spitznamen „Zelie“, woraus sich der Ortsname herleitet) geboren. Sein Großvater, Baron Detmar Basse, geboren in Iserlohn im Ruhrtal, verbrachte ein Jahrzehnt als Diplomat und Händler in Paris, floh danach vor den Napoleonischen Kriegen und emigrierte mit seiner Familie und Bekannten im Jahre 1801 über Philadelphia nach Pittsburgh, getrieben von der Aussicht auf Religionsfreiheit und wirtschaftliche Möglichkeiten. Der verwitwete Baron kaufte 40 km² entlang des Connoquenessing Creek in Butler County (Pennsylvania), begann, eine Burg aus Steinen, Ziegeln und Holz zu errichten, und gründete (mit Christian Buhl) eine vollständige neue Stadt mit Sägemühle, Ziegelei und Hochofen. Er reiste und sandte begeisterte Briefe zurück nach Deutschland, womit er seine Tochter und ihren frisch angetrauten Ehemann (einen französischen Hugenotten) animierte, im Jahr 1807 von Frankfurt am Main aus ebenfalls zu emigrieren. Philippe Passavant erbaute ein Geschäft und wurde der erste Händler der Stadt. Der Baron erlitt finanzielle Rückschläge am Ende des Krieges, verkaufte schließlich Bassenheim an Daniel Beltzhoover, reiste 1818 nach Deutschland zurück und starb 1836 in Mannheim. Bassenheim wurde an Herrn Saunders weiterverkauft, der eine presbyterianische Schule an dem Ort betrieb (die sowohl von dem jungen William Passavant als auch von dessen lebenslangem Freund, dem späteren Pastor George Wenzel, besucht wurde), bis sie aufgrund eines Blitzschlags am 29. Juli 1842 niederbrannte. Die Hälfte seines Landes hatte der Baron an die Harmoniten verkauft, eine pietistische Glaubensgemeinschaft, die von Johann Georg Rapp und Frederick Rapp, der dann Harmony (Pennsylvania) gründete, die Kolonie dann aber schließlich an Abraham Zeigler verkaufte, der sie weiter nach Westen verlagerte, nach New Harmony (Indiana).
Der junge Passavant und Wenzel überquerten die Allegheny Mountains, um das Jefferson-College in Canonsburg besuchen zu können. Zusätzlich zu diesen Studien unterrichtete Passavant in der Sonntagsschule und sandte Beiträge an die deutschsprachige Lutherische Kirchenzeitung (erschienen in Philadelphia seit 1838), ebenso wie an das englischsprachige Reformmagazin Observer. Als er erkannte, dass er Wenzels Unterstützung im Deutschen brauchte, und dass andere in Amerika geborene Lutheraner ähnliche Probleme hatten, versuchte Passavant erfolglos, den Herausgeber in Philadelphia zu überzeugen, einen lutherischen Almanach auf Englisch herauszugeben. Während seiner Zeit am College, wo er an den dort angebotenen presbyterianischen Gottesdiensten teilnahm, erfuhr er, dass seine Schwester Emma einen ihm sympathischen presbyterianischen Geistlichen, Sidney Jennings, geheiratet hatte.
Nachdem er seine Studien aufgrund des unerwarteten Todes seines ältesten Bruders Detmar in Pittsburgh für ein Jahr unterbrochen hatte, trat Passavant in das Lutherische Theologische Seminar in Gettysburg unter Samuel Schmucker ein, um sich auf eine geistliche Laufbahn vorzubereiten. Unter seinen Kommilitonen war Charles Porterfield Krauth, Sohn des Präsidenten des Gettisburg College, der später die neu-lutherische Bewegung führte, der sich Passavant schließlich anschloss. In Gettysburg setzte Passavant seine Arbeit an der Sonntagsschule fort, schloss sich der Bibelgesellschaft von Pennsylvania an, warb Geldmittel für die evangelische Mission in Cincinnati ein und besuchte Erweckungsversammlungen, die sein Vater zu methodistisch fand.

### Karriere
William Passavant erhielt seine Lizenz und begann seinen Dienst in Baltimore (Maryland) ebenso wie seine Publikationskarriere im Jahre 1842. Im Jahre 1843 ordiniert, gab er den Lutheran Almanac für dessen erste zwei Jahre heraus, bevor er das Projekt an andere weitergab. Ein weiteres Projekt war ein Sonntagsschulgesangbuch. Passavant traf außerdem seine spätere Freu, Eliza Walter, obwohl er die Ansicht vertrat, dass seine finanzielle Lage nicht gesichert genug war, um eine Familie zu gründen. Im Jahre 1844 folgte Passavant dem wiederholten Ruf einer notleidenden Gemeinde in Pittsburgh, der Ersten Englischen Evangelisch-Lutherischen Kirche. Während seiner Zeit als deren fünfter Pastor (1844–1855) half er, deren Gesamtmitgliedschaft zu vergrößern und steuerte die Gemeinde zu einer guten Öffentlichkeitsarbeit. Nachdem Passavant in diese Stadt gezogen war, organisierte er die Pittsburgh-Synode. Bei deren zweiter Versammlung hatte er bereits sechs Sonntagsschulen eingerichtet, einige mit Hilfe anderer evangelischer Geistlicher.
Pastor Passavant heiratete Eliza Walter am 1. Mai 1845, kurz nachdem sein Freund Krauth geheiratet hatte, trotz eines Feuers in Pittsburghs Geschäftsviertel drei Wochen zuvor, das auch viele Gemeindemitglieder heimgesucht hatte. Die Jungvermählten verbrachten ihre Flitterwochen mit der Generalsynode der Evangelisch-Lutherischen Kirche in Amerika in Philadelphia; ferner besuchten sie Freunde und Verwandte in Baltimore.
Im Folgejahr 1846 reiste Passavant im August als Delegierter der Region zur Gründungskonferenz der Evangelischen Allianz nach London. Er bereiste historische Stätten in England, Frankreich und Deutschland, und sicherte sich Unterstützungszusagen lutherischer Missionare aus Basel. In Deutschland traf William Passavant Pastor Theodor Fliedner, der, als Gründer der modernen Diakonie, ein Krankenhaus und eine Diakonissenschule in Kaiserswerth, nahe bei Düsseldorf und den traditionellen Besitzungen der Basse-Familie, gegründet hatte. Auf Passavants Bitte hin brachte Fliedner im Jahre 1849 vier deutsche Diakonissen nach Pittsburgh, die im dortigen Spital (heute das Passavant-Krankenhaus, verbunden mit dem University of Pittsburgh Medical Center) arbeiten sollten.
William Passavant wurde besonders bekannt dafür, auf aktuelle soziale Fragen einzugehen, von der Sklaverei vor dem Bürgerkrieg bis zu den Bedürfnissen der Einwanderer. Er gründete und verwaltete eine Vielzahl von Wohltätigkeitsorganisationen, insbesondere in den Industriestädten seines Heimatlandes.
William Passavant begann The Missionary zu veröffentlichen, der im Jahre 1861 in Charles P. Krauths The Lutheran of Philadelphia aufging, wobei Passavant Mitherausgeber des Lutheran and Missionary blieb. Im Jahre 1867 half er bei der Organisation der Generalversammlung; von 1881 bis 1894 leitete er The Workman.
Nach dem Tode seines Vaters im Jahre 1858 nahm Passavant eine Stelle als Pastor der Christ Lutheran Church in Baden (Pennsylvania) am Ohio River an, wo er 21 Jahre lang, bis 1879, blieb, wobei er ebenfalls die USA und das Ausland bereiste und aktiven brieflichen Kontakt hielt. Im Jahre 1863 richtete Passavant ein Waisenhaus für Mädchen in Rochester (Pennsylvania) ein, zusätzlich zu dem in Zelienople. William Passavant und A. Louis Thiel gründeten im Jahre 1866 das Thiel-College, eine unabhängige Institution, die mit der Evangelisch-Lutherischen Kirche in Amerika verbunden ist. Auf der Versammlung der Pittsburgh-Synode in Greensburg (Pennsylvania) im Jahre 1869 wurde entschieden, dass die Thiel-Halle in ein College für das westliche Pennsylvania umgewandelt werden sollte. Offiziell wurde das Thiel-College dann am 1. September 1870 gegründet.
Passavant gründete noch viele weitere Missionen, sowie Krankenhäuser in Pittsburgh, Milwaukee, Chicago und Jacksonville (Illinois). Für sein Krankenhaus in Pittsburgh versuchte er, die Diakonisse Elisabeth Fedde zu gewinnen. Eine der letzten Institutionen, die Passavant gründete, war das Lutherische Theologische Seminar in Chicago. Viele der von Passavant gegründeten Institutionen wurden später neben anderen in den Lutheran Services in America zusammengeschlossen, dem größten kirchlichen Sozialprogramm in den Vereinigten Staaten.

### Tod und Vermächtnis
William Passavant starb in Pittsburgh, nachdem er in Milwaukee erkrankt war. Er wurde auf dem Friedhof der Lutherischen Kirche St. Paul in Zelienople beerdigt. Das Haus, in dem William Passavant geboren wurde, wird heute im nationalen Denkmalregister als Passavant House geführt.

## Liste von Passavant organisierter Institutionen (Auswahl)
- Waisenhaus und Landwirtschaftsschule in Zelienople (Pennsylvania) (heute Glade Run Lutheran Services)
- Passavant-Epilepsieheim in Rochester (Pennsylvania) (heute Passavant Memorial Homes)
- Passavant-Krankenhaus in Pittsburgh (Pennsylvania) (heute UPMC Passavant Hospital)
- Passavant-Krankenhaus in Chicago (Illinois) (heute Passavant Memorial Hospital)
- Passavant-Krankenhaus in Jacksonville (Illinois) (heute Passavant Area Hospital)
- Passavant-Krankenhaus in Milwaukee (Wisconsin) (heute Aurora Sinai Medical Center, das ehemalige Krankenhaus-Gebäude steht heute im nationalen Denkmalregister)
- Wartburg Orphans’ Farm School in Mount Vernon (New York) (heute The Wartburg Adult Care Community)

## Werke
- Address delivered before the Franklin literary society, of Jefferson college : at its semi-centennial anniversary, November 14th, 1847, John Bausman, Washington, Pa. 1848
- The Missionary, Pittsburgh, Pa., 1848–1861
- Funeral sermon, occasioned by the death of the Rev. Michael J. Steck : Pastor of the Evangelical Lutheran churches in Greensburg and vicinity, Westmoreland County, Pa. : delivered in his church in Greensburg, on Sunday, October 8th, 1848 : to which is added an appendix, Johnston & Stockton, Pittsburgh, Pa., 1850
- Hymns : selected and original, for Sunday schools, of the Evangelical Lutheran Church : with a supplement containing hymns for the use of infant schools., T. Newton Kurtz, Baltimore 1851 (1843)
- Braun, Hattie Engeling (1899–1984); Dentzer, Catherine (1870–1947); Passavant, W. A.; Reck, Louise (1911–1982); Lutheran Deaconess Motherhouse at Milwaukee. Correspondence 1887-1947 ; 1887-1901.
- Passavant, Zelie; Passavant, W. A.; Zelienople Historical Society. Once upon a lifetime recipes, Zelienople Historical Society, Zelienople, Pennsylvania; Cookbook Publishers, Inc., Copyright 1978